# Comocladia palmeri
Comocladia palmeri är en sumakväxtart som beskrevs av Joseph Nelson Rose. Comocladia palmeri ingår i släktet Comocladia och familjen sumakväxter. Inga underarter finns listade i Catalogue of Life.